# Amphitheater (Łazienki-Park)

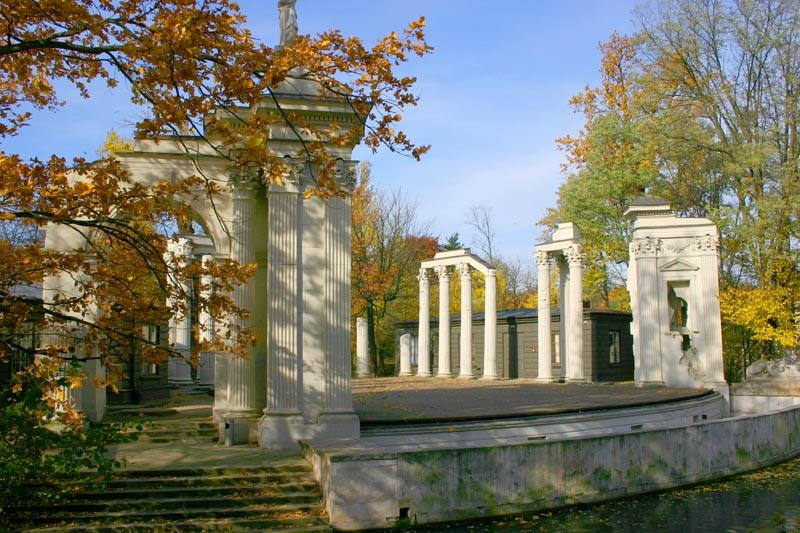
Bühne

Das Amphitheater (polnisch: Amfiteatr) im Warschauer Łazienki-Park ist ein frühklassizistisches Theater, das sich am Ufer des Südsees unweit des Palasts auf dem Wasser befindet. Johann Christian Kamsetzer erbaute es für den letzten polnisch-litauischen König Stanislaus II. August Poniatowski. Die Bühne befindet sich auf einer künstlichen Insel und die Zuschauerränge am Ufer.

## Geschichte
Kametzer stellte das Gebäude des Theaters 1785 fertig. Die Bühne ist als griechische Ruine mit zahlreichen klassizistischen Säulen gestaltet. Als Inspiration dienten die Ruinen auf dem Forum Romanum. Die Zuschauerränge ähneln einem antiken griechischen Theater. Als Vorbild diente das Theater in Herculaneum. Unterhalb der Bühne ist Raum für ein Orchester. Das Theater bietet fast 1000 Zuschauern Platz. Die Statuen stellen  Aischylos, Eurypides, Sophokles, Arystophanes, Menander, Plauto, Terencius, Seneka, Shakespeare, Calderon, Racine, Moliere, Metastasio, Lessing, Niemcewicz und Trembecki dar. Das Theater wurde bis 1817 bespielt. Dann ging es in den Besitz des Zaren Alexander I. über, der es vernachlässigte. Ab 1822 leitete Ludwik Osiński das Theater, das gut besucht wurde. 1916 übernahm die Stadt das Theater und ließ es 1926 sanieren. Während des Zweiten Weltkriegs wurden Stücke für das deutsche Publikum aufgeführt. Die letzte Restaurierung wurde 2015 abgeschlossen.